# Direktiva Europske unije
Direktiva je, uz uredbu, najvažniji pravni akt Europske unije. Direktiva obvezuje u pogledu rezultata koji se njome ostvaruje, ali nacionalnim vlastima prepušta izbor forme i metode provedbe. Za razliku od uredbe, direktiva služi približavanju, a ne potpunomu ujednačivanju prava država članica Unije. Zato se direktivom zadaje cilj koji se mora postići, dok su države članice obvezne prenijeti direktivu u svoj nacionalni sustav, birajući pritom formu (zakon, podzakonski akt i sl.).
Direktive Europske unije mogu u pravnim porecima država članica proizvoditi učinke bilo izravno bilo posredno. Izravni učinak znači da direktiva kao takva, bez potrebe da je se pretvori u normu internog prava, stvara ili mijenja pravne odnose u državama članicama. Za sudove izravni učinak stvara obvezu da direktivu primijene da bi riješili u određenoj stvari. U kombinaciji s drugim ustavnim načelom prava Unije-načelom nadređenosti – izravni učinak zahtjeva primjenu direktive čak i ako to za posljedicu ima istovremenu neprimjenu interne norme koja je s direktivom u koliziji, te bez obzira na to o kakvoj se vrsti interne norme radi (zakonu, podzakonskom aktu, pa čak i normi ustavnog karaktera). Za razliku od ostalih normi prava Unije, direktive mogu izravno stvoriti subjektivna prava samo u tzv. vertikalnim odnosima – u kojima je nositelj prava pojedinac, a nositelj korelativne obveze država. U odnosima između dvaju pojedinaca (fizičkih osoba ili pravnih osoba privatnog prava) kao i u obrnutim vertikalnim odnosima, gdje je država nositelj prava a pojedinac nositelj obveze, direktiva ne može sama, bez provođenja u interno pravo, dodijeliti pravo odnosno stvoriti obvezu.
Vrsta je pravnog akta Europske unije. Kao takvim, ostvaruju se njime ciljevi utvrđeni ugovorima EU-a. Zakonodavni je akt kojim se utvrđuje cilj koji sve države članice EU-a moraju ostvariti. Međutim, svaka država samostalno odlučuje o načinu na koji će ostvariti taj cilj.